# Heilig Hart van Jezuskerk (Nieuwenhagerheide)
De Heilig Hart van Jezuskerk is een rooms-katholiek kerkgebouw in de buurt Nieuwenhagerheide in de gemeente Landgraaf in de Nederlandse provincie Limburg. De kerk is gewijd aan het Heilig Hart van Jezus.

## Geschiedenis
In 1919 werd in de nieuwbouwwijk Nieuwenhagerheide, vlak bij het dorp Nieuwenhagen, begonnen met de bouw van een nieuwe parochiekerk naar een ontwerp van Jos Wielders. In 1924 werd de toren voltooid. Sinds 2001 is de kerk een rijksmonument. In de jaren 2002-2005 werd de kerk volledig gerestaureerd.

## Beschrijving
De kerk ligt aan een pleintje aan de Hoogstraat. Achter de kerk ligt een kerkhof. Aan de noordwestzijde ligt de sacristie met bijsacristie, aan de westzijde van de kerk bevindt zich de pastorie, eveneens door Wielders ontworpen.
Het gebouw is opgetrokken in een door expressionisme beïnvloede stijl en ligt noordwest-zuidoost met het altaar richting het noordwesten. Het is een niet-georiënteerde kruiskerk en bestaat uit een frontgevel met daarin links een grote toren en rechts een klein klokkentorentje tot onder de nokhoogte van het schip, een eenbeukig schip een transept en een trapsgewijs versmallend en verlagend koor met een halfronde apsis. Voor de kerk (zuidzijde) zijn tegen het schip twee entreeportalen met ertussen een doopkapel met ieder een eigen zadeldak. De twee torens in de frontgevel hebben een tentdak. Het transept heeft ten opzichte van het schip een verlaagde nok, beide gedekt door een zadeldak. De kerk heeft een plint van Kunradersteen met erboven baksteen en is voorzien van spitsboogvensters. Boven de viering bevindt zich een koepelgewelf, in de kruisarmen spitsbooggewelven en kruisribgewelf boven het schip.

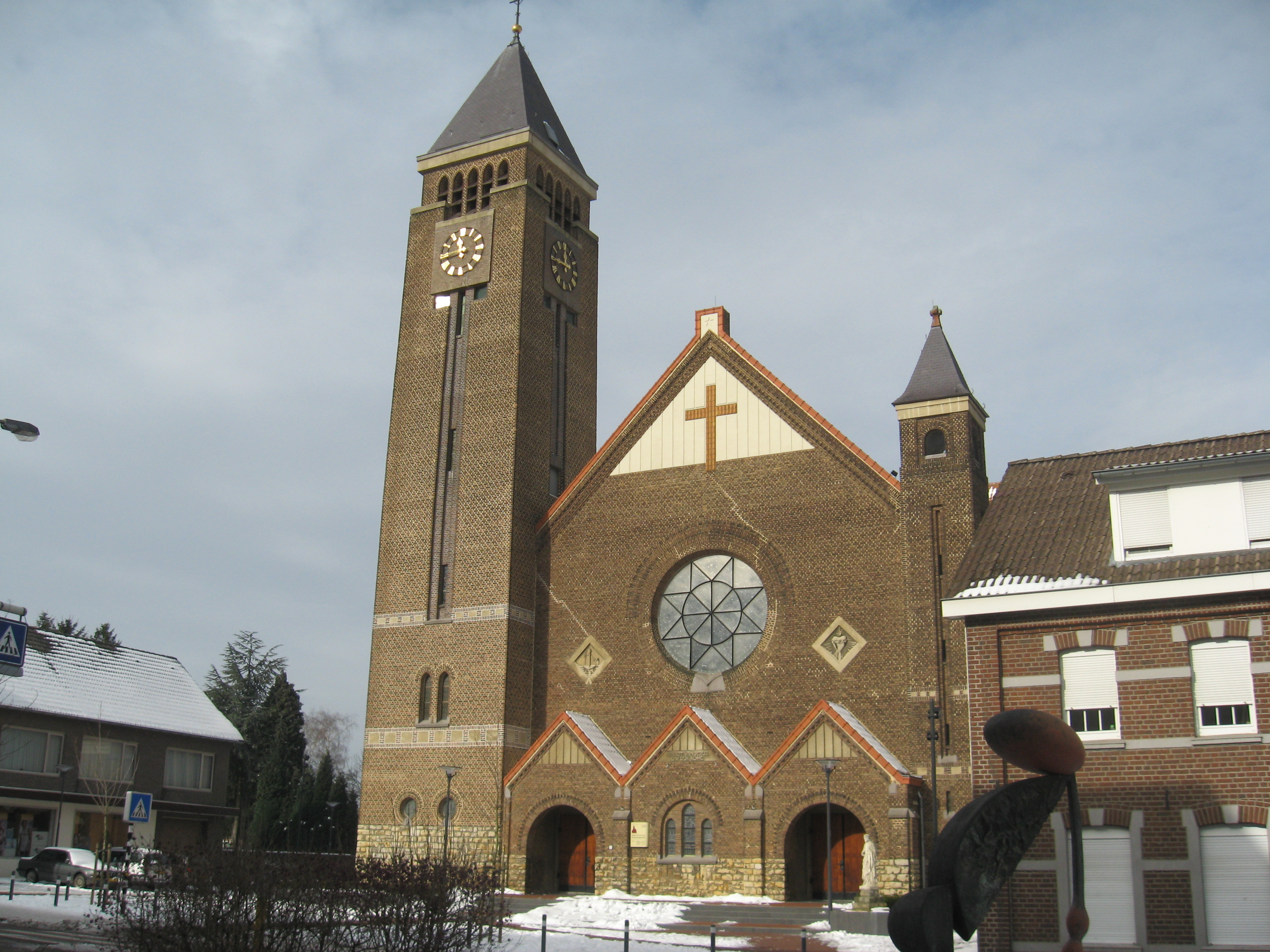
Zuidzijde
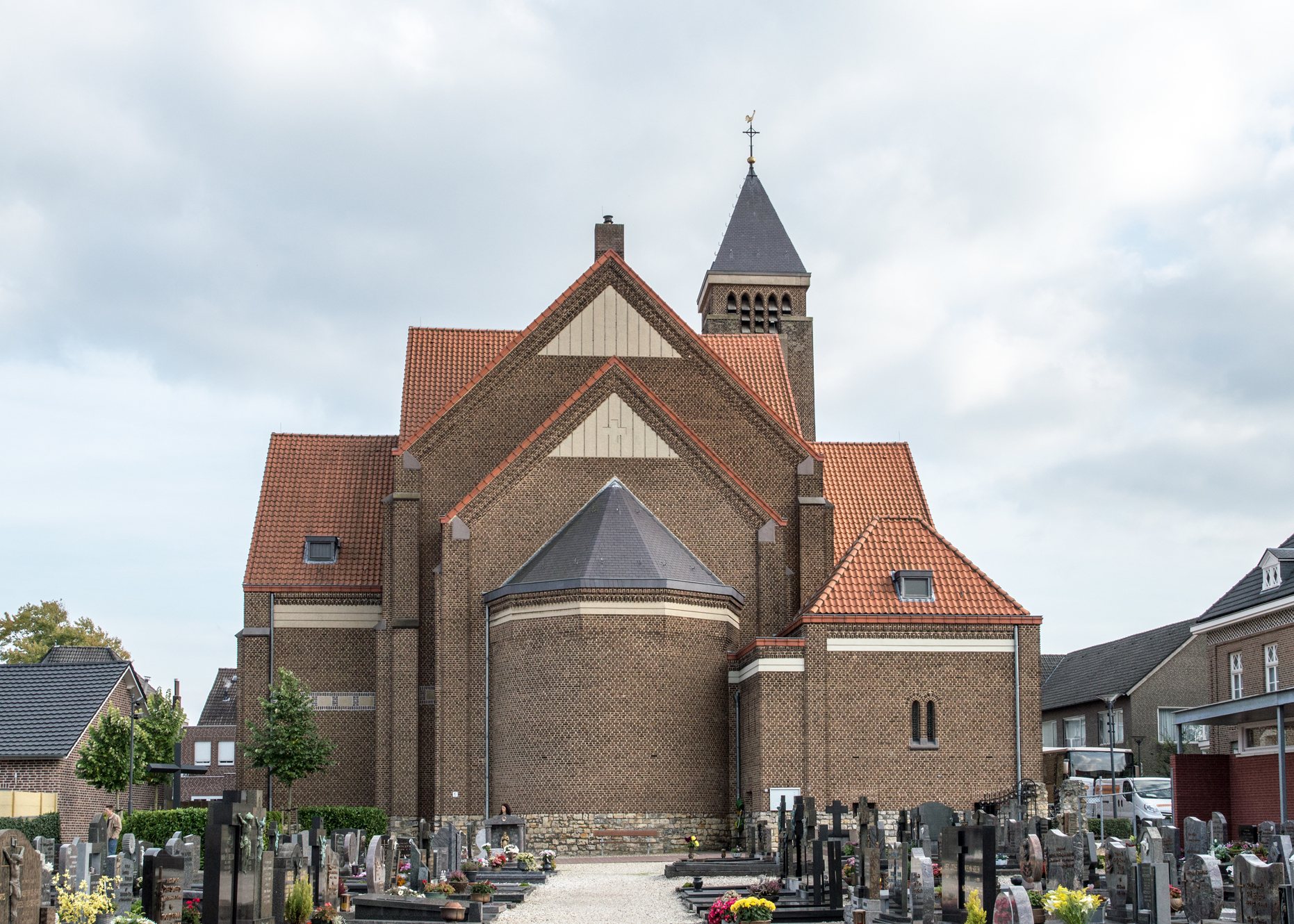
Noordzijde
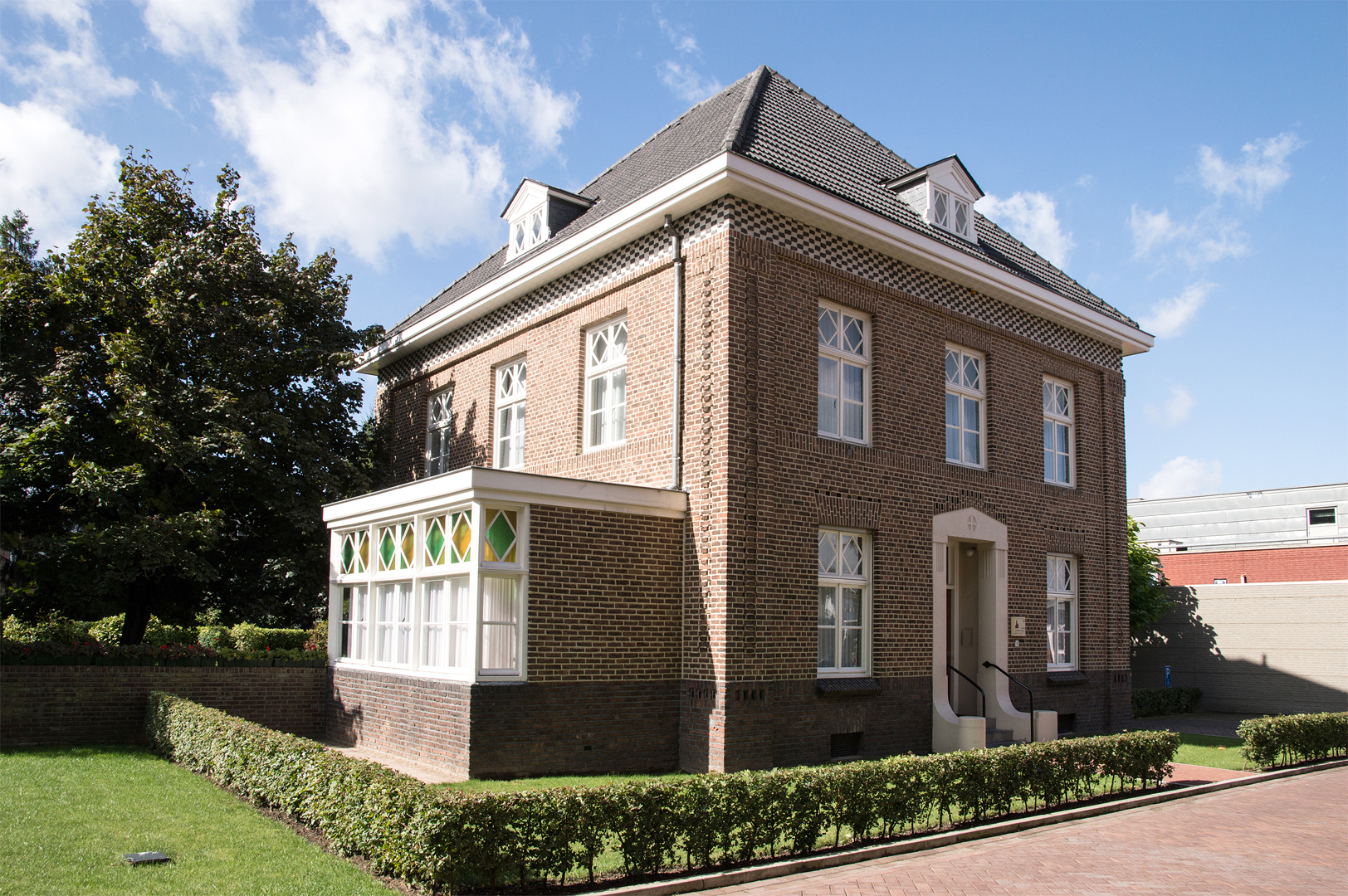
Pastorie, Hoogstraat 139